# 만로국
만로국(萬盧國)은 고대 한반도에 존재했던 국가로 마한의 54국 중의 하나이다. 지금의 대한민국 충청남도 보령시 남포에 위치했었으며 백제는 만로국을 사포현(寺浦縣), 또는 마서량현(馬西良縣)이라고 불렀었다.